# Mazovia (región)
Mazovia o Masovia (en polaco: Mazowsze) es una región geográfica, histórica y cultural ubicada en el centro-este del actual territorio de Polonia; su ciudad principal es Varsovia, capital de Polonia.
La Mazovia limita al norte con la Masuria (Mazury), al este con la Podlaquia (Podlasie), al sur con la Pequeña Polonia (Małopolska) y al oeste con la Gran Polonia (Wielkopolska).

## Geografía y economía

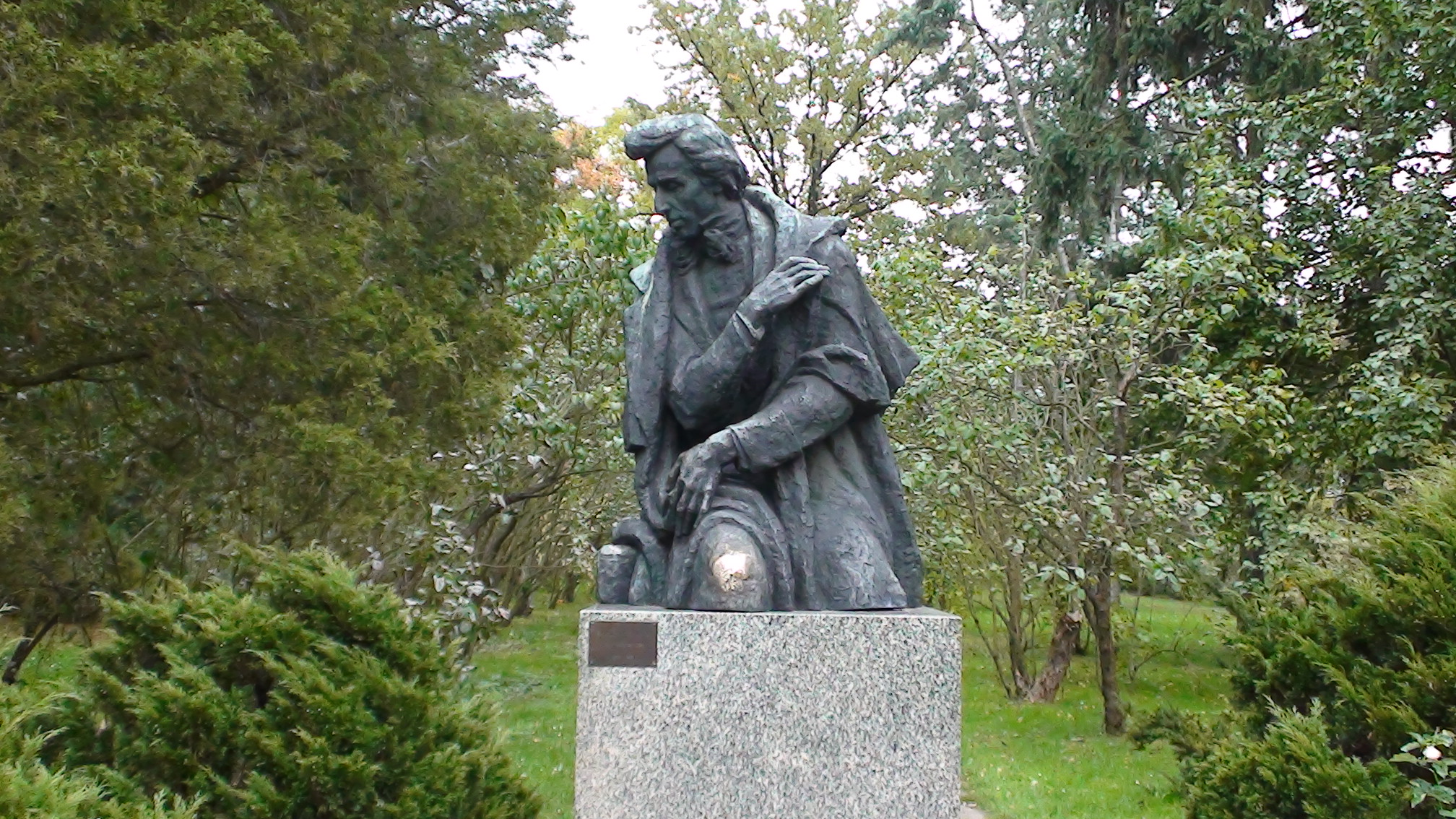
El Monumento a Frédéric Chopin en Żelazowa Wola (diseñado por Józef Gosławski).

La Mazovia es una cuenca delimitada por zonas más elevadas: al norte, colinas morrénicas; al sureste, la meseta de Roztocze; al sur, las bajas montañas pertenecientes a la sierra de Świętokrzyskie, en donde se encuentra la cima del Łysica, con 612 metros de altitud; al este, se extienden áreas pantanosas; al oeste, también áreas pantanosas que fueron en su mayoría desecadas a fines del siglo XIX.
Mazovia es atravesada por la mitad de sureste a noroeste por el río Vístula. Gran cantidad de ríos y arroyos vierten en él, entre ellos destacan el Narew, Bug del Norte, Wkra, Orzyc, Pilica, Wieprz y Radomca.
El clima es templado-fresco con prolongados inviernos casi siempre nevados, la vegetación original constaba principalmente de bosques de abedules, sauces, alisos y hayas, aunque el territorio fue en gran parte talado para dar lugar a una agricultura intensiva de centeno, patatas y hortalizas o a una ganadería también intensiva de porcinos y bovinos.
La industrialización recién se hizo notoria tras la Segunda Guerra Mundial.
Las principales ciudades de la región son Varsovia, Płock, Ostrołęka, Radom y Siedlce.

## Historia

Voivodato de Mazovia, en la Mancomunidad Polonia-Lituania.

El primer regente de Mazovia fue probablemente Miecislao I (quien por otra parte es el primer integrante conocido de la dinastía Piast) en el siglo X. Tras el caos e invasiones que prosiguieron en 1034 a la muerte de Miecislao II se impuso como duque de Mazovia Casimiro I con la ayuda de tropas rutenas en 1047.
En 1138 el duque Boleslao III legó el territorio a su hijo Boleslao IV quien luego sería rey de Polonia al estar vinculado matrimonialmente con una rama de la dinastía Piast, de este modo Mazovia pasó a ser un ducado hereditario asociado a Polonia aunque no anexado a ésta sino recién en 1526, mientras tanto, como la mayor parte de Polonia, el ducado de Mazovia sufrió en el siglo XIII la invasión de los mongoles, en 1226 el duque Conrado I de Mazovia llamó en su ayuda a los caballeros teutónicos para luchar contra los últimos remanentes tártaro-mongoles y contra las poblaciones de borusios (o prusianos baltos), pero los caballeros teutones le traicionaron e hicieron suyo el territorio al norte de Mazovia que recibió el nombre de Masuria (repoblado principalmente por mazovios) y de Prusia.
Entre 1351-1353 Casimiro III el Grande de Polonia sometió a vasallaje a la Mazovia. En el tiempo de la plena incorporación de Mazovia a Polonia ocurrida en 1526 ya este territorio había devenido uno de los principales centros políticos, culturales y económicos de toda Polonia, por lo que paulatinamente la capital de Mazovia –Varsovia– pasó a ser la capital de Polonia.
Tras los Repartos de Polonia entre Austria, Prusia y el Imperio ruso ocurridos en el siglo XVIII Mazovia fue incorporada primeramente a Prusia, luego, durante las guerras napoleónicas por el Tratado de Tilsit en 1807 fue el centro de un débil estado "independendiente" polaco aliado forzosamente a la Francia bonapartista: el Ducado de Varsovia, en 1815 formó parte del Zarato de Polonia (o Polonia del Congreso) prácticamente sometido al Imperio ruso, en 1831 la Mazovia fue totalmente incorporada al Imperio ruso siendo transformada Varsovia en la capital del Zarato de Polonia o Gobernación de Varsovia.
Durante la Primera Guerra Mundial, los alemanes ocuparon el territorio y crearon un estado satélite "polaco", al concluir la Primera Guerra Mundial, Mazovia pasó a ser el núcleo de la Segunda República de Polonia (o Segunda República Polaca) hasta 1939. En septiembre de 1939, se sucedieron la invasión alemana de Polonia y la invasión soviética de Polonia por la Alemania nazi y la URSS, quedando la Mazovia en el sector de ocupación alemana. En 1942, toda Polonia (como gran parte de la URSS) fue invadida por Alemania, intensificándose las matanzas de poblaciones en todo el territorio y la devastación casi absoluta de las ciudades (Varsovia fue literalmente arrasada por los ejércitos alemanes) y el campo (la población que no había sufrido el genocidio sufrió deportaciones). Tras la retirada alemana, en 1945 la Mazovia volvió a ser el centro político, económico, demográfico y cultural de Polonia.
En 1998-1997, abarcando aproximadamente el área historicogeográfica de la Mazovia, se creó la "provincia" o voivodato de Mazovia.

Divisiones históricas de Mazovia
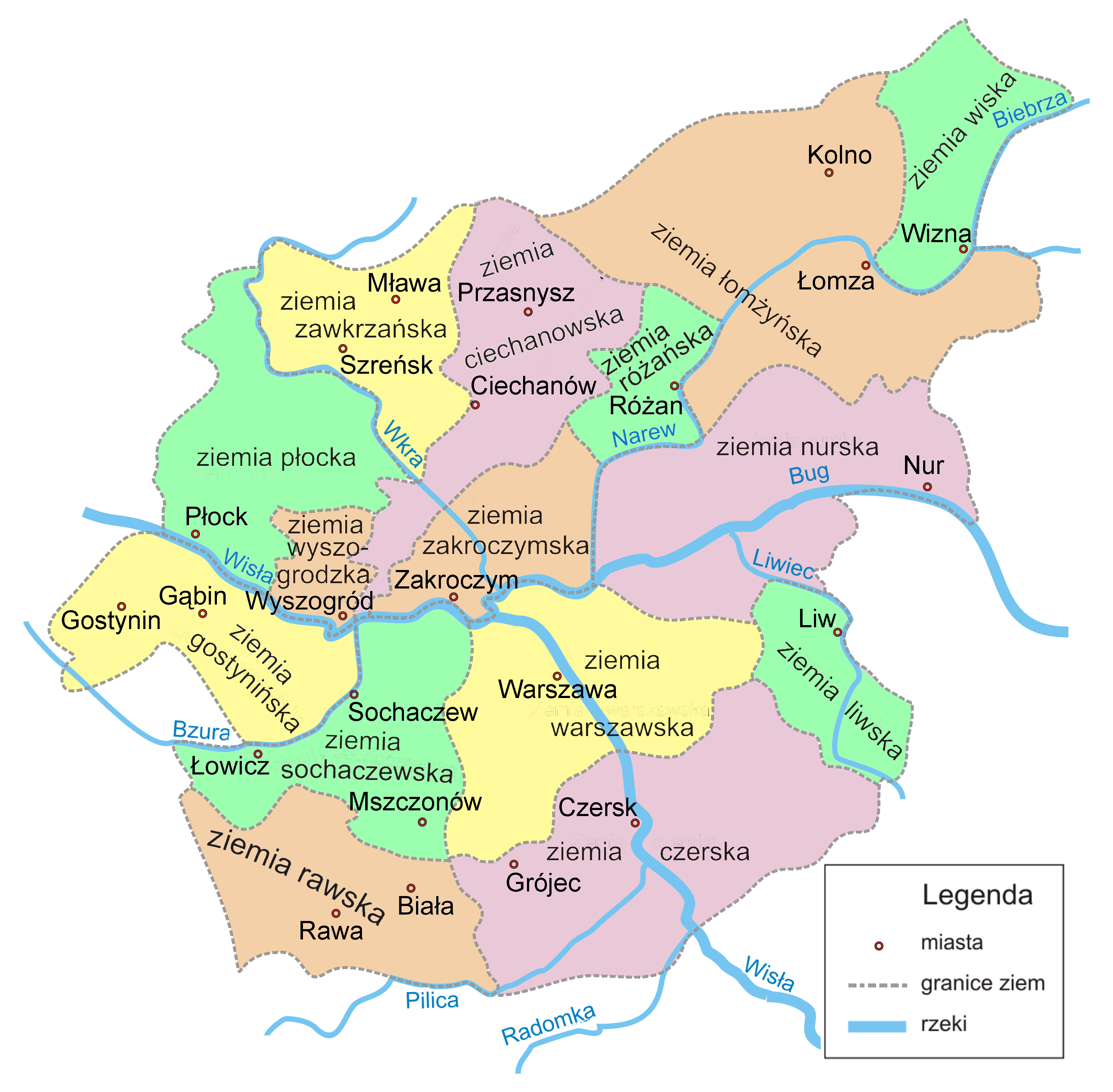
Divisiones históricas
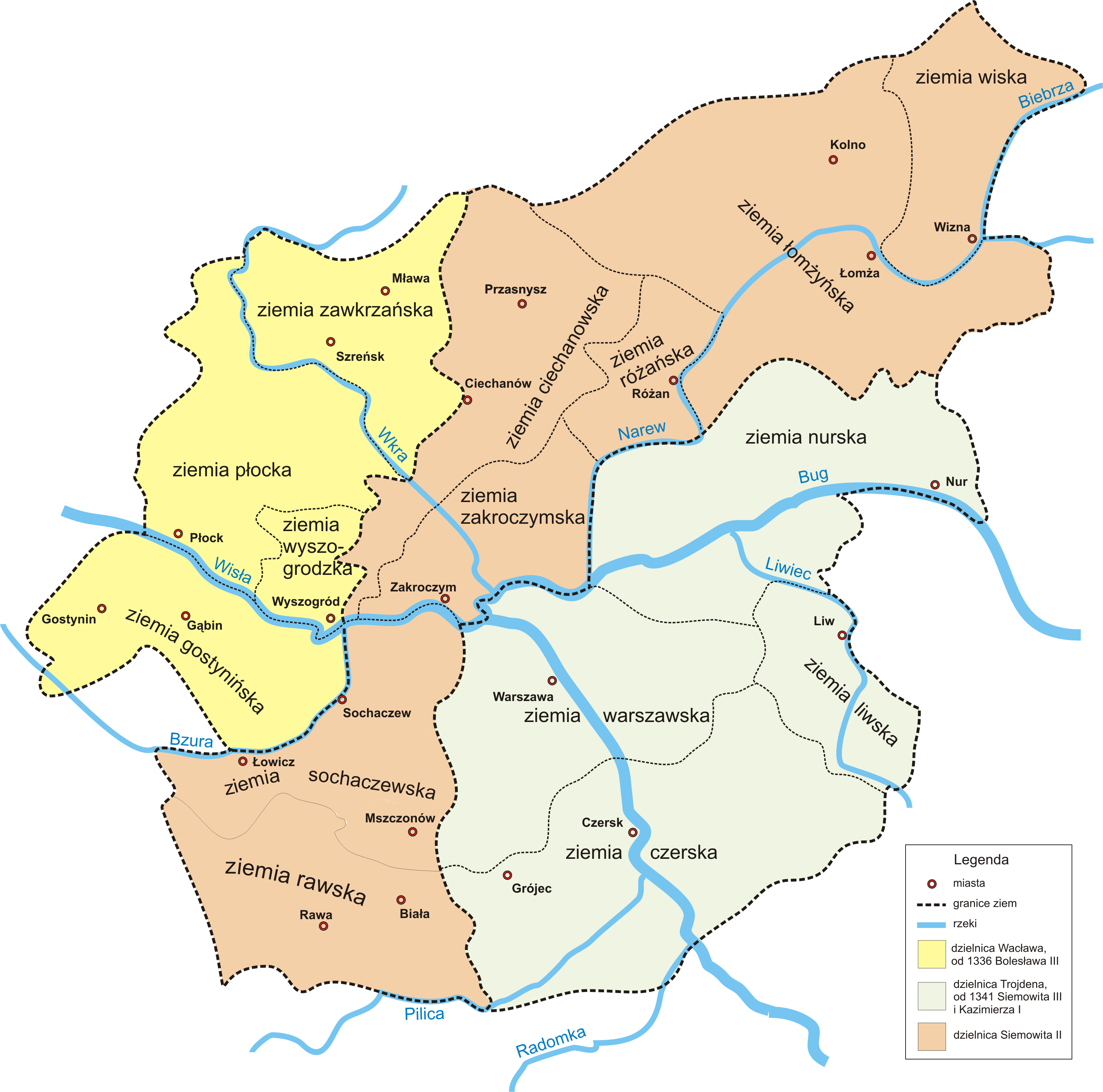
Mazovia en 1313
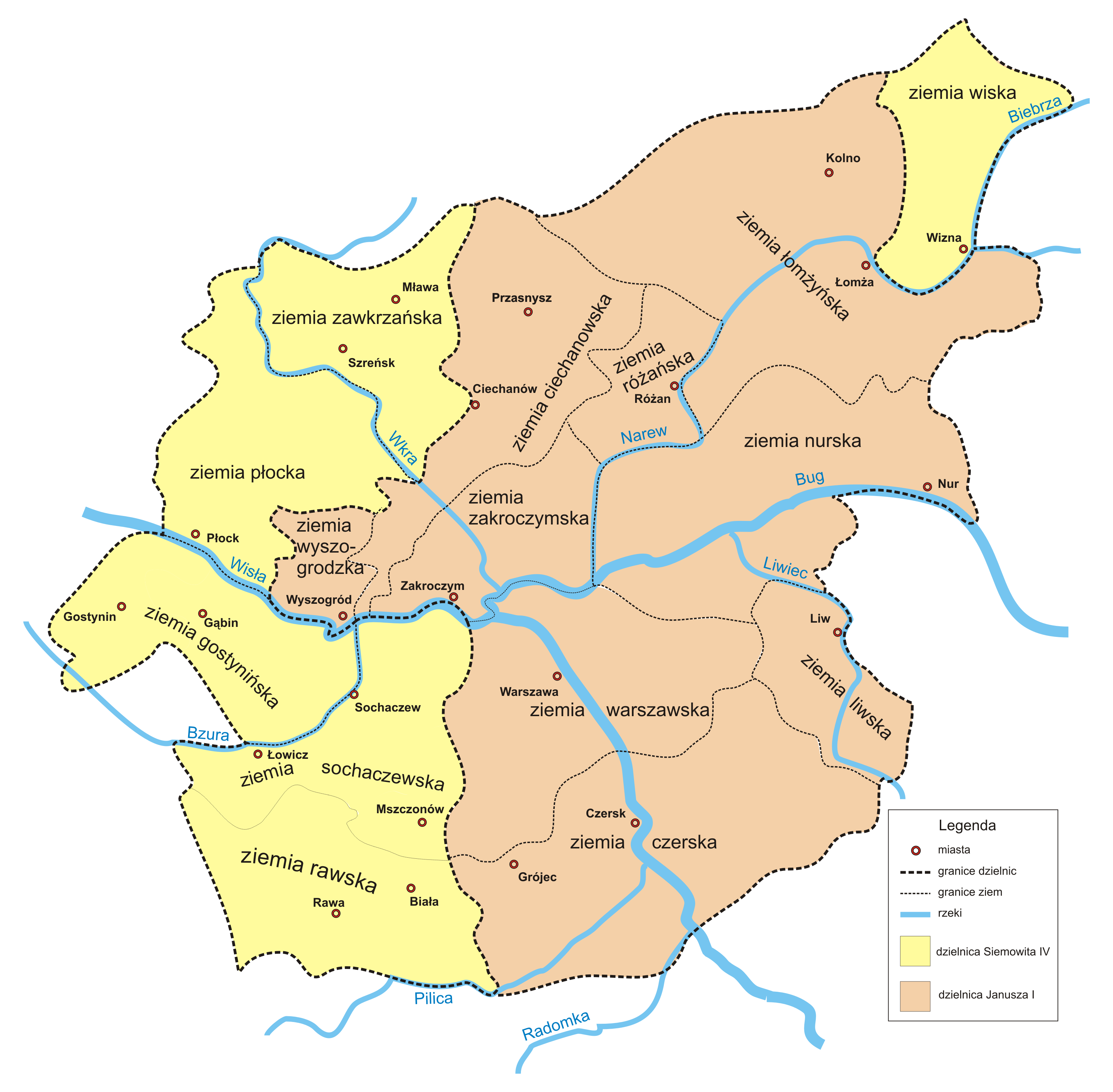
Mazovia en  1381